# Polyergus topoffi
Polyergus topoffi  (лат.) — вид муравьёв-рабовладельцев из рода муравьёв-амазонок подсемейства Формицины (Formicinae). 

## Описание
Муравьи красновато-коричневого цвета с саблевидными (без зубцов) жвалами. Встречаются в Мексике и США. Ведут «рабовладельческий» образ жизни, используя в качестве рабов муравьёв рода Formica (Formica subcyanea).
Длина головы (HL) 1.48–1.68 мм, ширина головы (HW) 1.40–1.64, длина скапуса усиков (SL) 1.16–1.28, головной индекс (CI) 93–100, индекс скапуса (SI) 75–86, общая длина тела (TL) 5.54–6.64 мм. Вид был назван в честь американского мирмеколога Говарда Топоффа (Howard Topoff), за его вклад в изучение поведения муравьёв и, в частности, в исследование муравьёв-амазонок Polyergus и особенно данного вида, голотип и паратипы которого был собраны около его дома (Portal AZ).